# Pavel Jakub Ryba
Pavel Jakub Ryba (* 14. října 1961 Kutná Hora) je český hráč na bezpražcovou baskytaru. Působil v několika významných kapelách, jako Jazz Q Martina Kratochvíla, Combo FH Dana Fikejze, Jazz Fragment nebo Marsyas.
V roce 1991 vydal u nakladatelství Bonton své první album Mind the Step, kde mu spoluhráčem byl například Petr Malásek. Rybovo album Yes, Yes, No, No bylo v americkém žebříčku Jazzize Magazine v roce 2000 oceněno nejvyšším počtem 5 hvězdiček. Na CD Smaller Wounds z roku 2001 se podílel Josef Skrzek, leader polské skupiny SBB. Na albu Morally Topless z roku 2004 Rybovi hostuje americká kytarová legenda Mike Stern, spoluhráč Milese Davise, Jaco Pastoria, Jima Halla, Michaela Breckera a dalších světových jazzových veličin. V roce 2005 u vydavatelství Multisonic vydané CD Jazz at the Castle zaznamenalo koncert z Pražského hradu, pořádaný tehdejším prezidentem Václavem Klausem, kde mu hostem byl anglický trumpetista Bryan Corbett. Na koncertě Jazz na Hradě od té doby účinkoval ještě několikrát. Domácí turné z roku 2008 s americkým kytaristou Deanem Brownem, spoluhráčem Michaela Breckera, Milese Davise, Billy Cobhama, Davida Sanborna a dalších, bylo zaznamenáno na CD i DVD.
Pavel Jakub Ryba hrál s Janou Koubkovou, byl členem doprovodné kapely Hanky Zagorové. Spolupracoval s Michalem Davidem, jednak jako člen jeho doprovodné kapely, a také Michala Davida – v mládí jazzmana – pozval na vánoční koncert své kapely Pavel J. Ryba & The Fish Men v Bush Roland Circusu v Drážďanech. Z koncertu byl pořízen záznam na CD i DVD, vydaný nakladatelstvím Popron v roce 2011. Jazzová spolupráce Pavla Jakuba Ryby s Michalem Davidem je zdokumentována na DVD Mejdan roku, nahrávce koncertu pořádaného roku 2010 v pražské O2 aréně u příležitosti Davidových padesátin. Pro výstavu v muzeu Belvedere ve Vídni nahrál spolu s Ericem Truffazem roku 2022 kompozici Smaller Wounds na kompilační CD Grow, které vyšlo u vydavatelství Hevhetia.

## Osobní život
Jeho syn je hudebník Jakub Ryba, člen kapely Rybičky 48. Stránky bulvárního tisku plnilo v roce 2015 Rybovo partnerství s Vilmou Cibulkovou. Žije v rodné Kutné Hoře, kde má i nahrávací studio.

## Diskografie
- 1991 Mind the Step – CD
- 1999 Yes, Yes, No, No – CD
- 1999 To Be Alive – CD
- 2001 Smaller Wounds – CD/Vinyl
- 2004 Morally Topless (host Mike Stern) – CD
- 2005 Pavel J.Ryba – Jazz at Prague Castle (host Bryan Corbett) – CD
- 2009 Pavel J. Ryba Tour 2008 & The Fish Men (host Dean Brown) – CD/DVD
- 2010 Pavel J. Ryba & The Fish Men The Castle (live koncert natočený na Pražském hradě za přítomnosti prezidenta Václava Klause) – CD/promo – DVD
- 2022 Grow (Pavel J. Ryba a Erik Truffaz, song Smaller wounds, pro výstavu v Belvedere Museum Wien)